# Haegen
Haegen település Franciaországban, Bas-Rhin megyében. Lakosainak száma 657 fő (2022. január 1.). Haegen Dabo, Danne-et-Quatre-Vents, Garrebourg, Haselbourg, Hultehouse, Gottenhouse, Marmoutier, Reinhardsmunster, Saverne és Thal-Marmoutier községekkel határos.

## Népesség
A település népességének változása:
| Lakosok száma | 670  | 689  | 710  | 677  | 664  | 650  | 653  | 652  | 657  |
|               | 2013 | 2015 | 2016 | 2017 | 2018 | 2019 | 2020 | 2021 | 2022 |